# Надененко Федір Миколайович
Надененко Федір Миколайович (26 лютого 1902, Льгов — 2 грудня 1963, Київ) — український радянський композитор, піаніст, хормейстер, редактор.

## Життєпис
Народився 26 лютого 1902 року у місті Льгові (тепер Курської області, Росія). В 1914 році закінчив музично-драматичну школу імені М. Лисенка, в 1921 році — Київську консерваторію по класу фортепіано Ю. Турчинського, по класу композиції Б. Яворського, в 1924 році історико-філологічний факультет Київського університету.
В 1926–1935, 1942–1943 роках працював концертмейстером і хормейстером оперних театрів у Києві, і в 1936–1937 роках в Ленінграді; в 1945–1946 роках — художній керівник Київської філармонії; в 1947–1949 роках — Української державної капели бандуристів. З 1952 року — редактор музичного видавництва «Мистецтво» у Києві. Член Спілки композиторів України.

Могила Федора Надененка

Жив у Києві. Помер 2 грудня 1963 року. Похований на Байковому кладовищі (ділянка № 2).

## Творчий доробок
- вокально-симфонічні твори:
  - «Корейська сюїта» (1950);
  - Кантата для капели бандуристів (1948);
- Хори — на слова М. Лермонтова, І.Франка, Лесі Українки, О. Пушкіна, І. Вазова, хорові цикли на слова Т. Шевченка, В. Сосюри, М. Рильського та інших;
- п'єси для фортепіано;
- романси — вокальні цикли на слова Т. Шевченка (1937–1939), М. Лермонтова (1938—1939), І. Франка (1939), М. Гоголя, Р. Тагора, сучасних поетів (вид. зб.: К., 1960,1965); пісні, обробки українських народних пісень.
- музикознавчі праці:
  - Будова музичної мови (виклад системи Б. Яворського, вип. І, X. 1925);
  - Я. С. Степовий, К., 1950.